# Skin Alley
Skin Alley — англо-американская рок-группа, образовавшаяся в 1969 году в Лондоне и исполнявшая прогрессив-рок с элементами фолк- и джаз-рока.

## История группы
Skin Alley образовались в конце 1960-х годов; в первый состав группы вошли Томас Кримбл (Thomas Crimble, клавишные, бас-гитара, вокал), Элвин Поуп (Alvin Pope, ударные), Кшиштоф Хенрик Юцкевич (Krzysztof Henryk Justkiewicz, клавишные) и Боб Джеймс (Bob James, саксофон, гитара). Группа быстро получила контракт с CBS и выпустила здесь дебютный альбом Skin Alley, который и принёс ей известность в 1969 году. В этом альбоме, как и в следующем, To Pagham & Beyond (1970), группа (согласно Allmusic, предстала в своей наилучшей форме; пластинки были тепло встречены критикой, отметившей их «свежесть и жизненность». В конце 1970 года Кримбл и Поуп покинули группу (первый из них перешёл в Hawkwind) и были заменены соответственно Ником Грэмом (Nick Graham, экс-Atomic Rooster) и Тони Найтом (Tony Knight, экс-Bronx Cheer, Chessmen). Известность группе принёс трек «Living In Sin» с дебютного альбома, вошедший в двойной сборник CBS Fill Your Head With Rock (1970).
С приходом новых музыкантов звучание группы стало — с одной стороны, более гладким и мейнстримовским; с другой — усложнённым: в аранжировках появились струнные и духовые, разнообразнее стал проявлять себя элемент джаз-фьюжн. Переход Skin Alley в 1972 году на Transatlantic был ознаменован выходом третьего альбома Two Quid Deal, после чего о группе узнали в Америке. Продюсер Stax Records Дон Никс записал четвертый альбом Skintight (1973) в Мемфисе, после чего группа распалась. Из всех участников коллектива наиболее активен после распада был Грэхэм: в начале 1980-х годов он входил в составы групп Alibi и The Humans.

## Дискография
- Skin Alley (CBS 63847) 1969
- To Pagham and Beyond (CBS 64140) 1970
- Two Quid Deal (Transatlantic Big T TRA 260) 1972
- Skintight (Transatlantic Big T TRA 273) 1973